# Die Olsenbande fliegt über alle Berge
Die Olsenbande fliegt über alle Berge ist eine dänische Kriminalkomödie aus dem Jahr 1981. Es handelt sich um den dreizehnten Film mit der Olsenbande. Gemeinsam mit dem vorherigen Film Die Olsenbande fliegt über die Planke erzählt der Film eine einheitliche Geschichte von etwa drei Stunden Länge.

## Handlung
Der Film beginnt mit einem Zusammenschnitt von Schlüsselszenen des vorausgegangenen Films, dessen Geschichte er fortsetzt.
Nachdem Egon herausgefunden hat, dass die von ihm ausgeraubte Versicherungsgesellschaft Hoher Norden an illegalen Waffengeschäften beteiligt ist, und anschließend knapp dem Dummen Schwein entkommen ist, sinnt er nach neuen Methoden, Direktor Bang-Johansen den Geldkoffer abzujagen. Bang-Johansen will mit dem Koffer nach Paris reisen, wo ein Kongress internationaler Waffenhändler stattfinden soll und wo sich bereits sein Stellvertreter Hallandsen aufhält. Zuvor wird er noch eine Nacht im SAS-Hotel auf Amager verbringen.
Ein Versuch der Olsenbande, Bang-Johansen das Geld noch auf dem Weg ins Hotel abzujagen, scheitert an Egons Rachedurst – er will Bang-Johansen unbedingt zunächst verhöhnen und hat dann keine Zeit mehr. Ebenso schlägt ein Raubzug im Hotel fehl, bei dem zum einzigen Mal Yvonne an einem Coup der Olsenbande teilnimmt und gemeinsam mit Egon als Reinigungskraft im Hotel auftritt, diesem jedoch in plötzlichem Putzeifer den Fluchtweg verstellt.
Die letzte Chance für die Bande ist es, Bang-Johansen nach Paris zu folgen. Benny bittet bei Yvonne telefonisch für Kjeld um Erlaubnis. Sie droht an, ihn dann zu verlassen, doch Benny lügt Kjeld vor, Yvonne sei einverstanden. Sie reisen als blinde Passagiere in einem Lastwagen der Carlsberg-Brauerei nach Paris, wo sie herausfinden, dass Bang-Johansen vor der Tagung noch seine Geliebte besucht und währenddessen den Koffer unbeaufsichtigt in deren Wohnung stehen lässt. Diese Chance will Egon vom gegenüberliegenden Hotel aus nutzen, indem er sich an einer an Rollen quer über den Hinterhof gespannten Wäscheleine zum Balkon hinüberziehen lässt. Als Gehilfin engagiert er die Prostituierte Suzanne von der Straße. Während Kjeld vor der Tür Schmiere steht und mühsam ein kleines Mädchen am Betreten des Hauses hindert, sollen Suzanne und Benny zunächst Egon hinüberbringen und dann den Koffer und ihn wieder zurückziehen. Der Hinweg klappt auch tadellos, doch dann wird Bennys dänische Anweisung „nu“ (jetzt) von Suzanne als französisches „nu“ (nackt) aufgefasst, worauf sie sich auszieht und Benny von seiner eigentlichen Aufgabe vollkommen abbringt. Unterdessen kann Bang-Johansen den Koffer wieder an sich nehmen, Egon entkommt knapp.
Nach diesem Fehlschlag ist die Stimmung in der Bande aufs Äußerste gereizt, doch sie reißen sich zusammen. Die allerletzte Chance, den Koffer noch in Besitz zu bringen und damit auch den Waffenkauf zu vereiteln, bietet sich während der Tagung selbst, die im weltberühmten Restaurant Maxim’s stattfinden soll. Zu diesem Zweck bereitet Egon eine dänische Soße zu und vertauscht sie mit der weltberühmten Sauce Imperial des Hauses. Die für Nichtdänen vollkommen ungenießbare Soße verursacht unter den internationalen Tagungsgästen ein Chaos, das die Olsenbande nutzen kann, um mit dem Koffer zu fliehen.
In Kopenhagen stellt sich heraus, dass Yvonne zu ihrer Schwester gezogen ist. Gleich darauf kommt die Polizei und verhaftet Egon auf Initiative des am Waffenhandel beteiligten Ministers wegen „Gefährdung des Weltfriedens“. Als Benny und Kjeld aufbrechen, um Yvonne zurückzuholen, findet Benny die verschwundenen acht Millionen in den Taschen des Trenchcoats, den Kjeld im vorherigen Film Hallandsen am Flughafen abgenommen hat und der seitdem im Kofferraum liegt. Mit dem Geld können Kjeld und Yvonne schließlich doch Silberhochzeit feiern, während Egon in der psychiatrischen Abteilung des Gefängnisses einsitzt.
Bei ihren letzten Auftritten verabschieden sich die drei Hauptdarsteller von den Zuschauern, da die Reihe hier enden sollte.

## Entstehungsgeschichte
Erik Balling und Henning Bahs planten ursprünglich, die Olsenbandenreihe mit dem zwölften Film zu beenden. Die Produktionsfirma Nordisk Film A/S überredete die beiden jedoch, anlässlich ihres 75-jährigen Bestehens im Herbst 1981 einen zweiteiligen Film zu produzieren.
Paris wurde als Schauplatz für den Abschluss der Reihe nicht zufällig gewählt, da Bahs und Balling dort die meisten Drehbücher für die Olsenbande verfassten.

## Deutsche Synchronisation
Wie alle Filme der Reihe wurde dieser in der DDR von der DEFA synchronisiert. Die Besetzung der Synchronrollen war im zwölften und dreizehnten Film identisch: Karl Heinz Oppel als Egon, Peter Dommisch als Benny, Erhard Köster als Kjeld und Helga Sasse als Yvonne. Jensen und Holm wurden erneut von Dietmar Richter-Reinick und Gert Kießling gesprochen. Die Synchronregie führte Hans-Robert Wille.
Die in den Paris-Szenen auftretenden, ausschließlich Französisch sprechenden Charaktere wurden nicht synchronisiert – ausgenommen Suzanne. Diese wurde von Hannelore Erle gesprochen, der Ehefrau von Dietmar Richter-Reinick.